# Barming
Barming – civil parish w Anglii, w Kent, w dystrykcie Maidstone. W 2011 civil parish liczyła 1690 mieszkańców.